# Михаил IV Александрийский
Михаи́л IV — Патриарх Коптской православной церкви с 9 октября 1092 года до своей смерти 25 мая 1102 года.
Был монахом в монастыре Макария Великого в Скитской пустыни. Затем он 20 лет жил в пещере около египетского города Сингар. Став триархом, он прославился своей любовью к бедным, уплачиваю джизью за тех коптов, которые не имели на это средств.
Свидетельство арабского историка эль-Макина о том, что Михаил совершил путешествие в Эфиопию, чтобы просить негуса вернуть уровень Нила на обычный уровень и остановить голод, вероятно, недостоверно.
Резиденция Михаила IV находилась в каирской церкви Святой Марии.